# Le Grand Jugement dernier
Le Grand Jugement dernier est un tableau réalisé par le peintre baroque flamand Pierre Paul Rubens en 1617. Cette huile sur toile représente le Jour du jugement. Elle est conservée à l'Alte Pinakothek, à Munich.

## Postérité
Le tableau fait partie des « 105 œuvres décisives de la peinture occidentale » constituant le musée imaginaire de Michel Butor.